# مارلیو
مارلیو (به فرانسوی: Marlieux) یک کمون در فرانسه است که در Canton of Villars-les-Dombes واقع شده‌است.

## خصوصیات
مارلیو ۱۶٫۸۵ کیلومترمربع مساحت و ۸۰۱ نفر جمعیت دارد و ۲۳۰ متر بالاتر از سطح دریا واقع شده‌است.